# Große und greuelreiche Kirche
Im Mormonentum ist die Große und greuelreiche Kirche (auch die Große Hure über die ganze Erde genannt) eine Kirche, die im Buch Mormon und den Offenbarungen von Joseph Smith genannt wird. Die Große und greuelreiche Kirche wird dabei als Synonym für die Hure Babylon verwendet. Von dieser wird im Buch der Offenbarung im Kapitel 17 gesprochen. Obwohl viele Mormonen die römisch-katholische Kirche als die Große und greuelreiche Kirche ansehen, wird diese Interpretation in den offiziellen Veröffentlichungen der Kirche Jesu Christi der Heiligen der Letzten Tage abgelehnt.

## Benutzung im Buch Mormon
Die wichtigsten Eigenschaften der Großen und greuelreichen Kirche sind laut dem Buch Mormon:
1. Sie verfolgt, foltert und schlachtet die Heiligen Gottes (1 Ne. 13:5)
2. Sie sammelt Reichtum und Luxus (1. Ne. 13:7-8)
3. Sie ist charakterisiert durch sexuelle Unmoral (1. Ne. 13:7)
4. Sie ließ wichtige und wertvolle Sachen aus den heiligen Schriften verschwinden (1. Ne. 13:26-29)
5. Sie hat Macht über die ganze Erde, alle Länder, Sprachen und Menschen (1. Ne. 14:11) und
6. Ihr Schicksal entscheidet sich in einem Weltkrieg. Wenn die Nationen, die sie zu Krieg hetzt gegen die Heiligen, sich selbst untereinander bekämpfen. (schaue 1. Ne. 22:13-14)

Die Große und greuelreiche Kirche wird oft auch mit Babylon verglichen. Die ersten fünf Charakteristika treffen auch auf Babylon zu. Diese sind aufgelistet im Buch der Offenbarung im Kapitel 17.
1. Babylon ist betrunken vom Blut der Heiligen (Offb 17,6 EU)
2. Sie ist bekannt für ihren großen Luxus und Reichtum (Offb 17,4 EU)
3. Sie hat keine sexuelle Moral (Offb 17,1–2 EU)
4. Sie hat Macht über alle Nationen (Offb 17,15 EU)
5. Ihr Schicksal wird von den Königen entschieden, die Krieg gegen das Lamm führen (Offb 17,14–16 EU)

## Veröffentlichungen der HLT-Kirche
In einem offiziellen Artikel der HLT-Kirche wird berichtet, dass keine Kirche alle Anforderungen erfüllt, die Große und greuelreiche Kirche zu sein. Vielmehr wurde diese Rolle von verschiedenen Organisationen und Ideologien übernommen.

„Oft wurde interpretiert, dass die Römisch-Katholische Kirche, die Kirche sei von der in Nephi 13 berichtet wurde. Dies ist auch unhaltbar weil die katholische Kirche zu der Zeit noch gar nicht existiert hat, zu der Nephi die Verbrechen beschreibt. Tatsächlich macht der Name Römisch-katholisch erst Sinn im Jahre N.C. 1054. Ab dieser Zeit wurde er benutzt um die Latein sprechende, westliche und dem Bischof von Rom folgende Kirche zu unterscheiden von der östlichen, Griechisch sprechenden und dem Bischof von Konstantinopel folgenden orthodoxen Kirche. ... Sogar wenn wir die Bezeichnung Katholisch für die Kirche hernehmen, die Konstantin im Jahre 313 zur Staatsreligion machte. Das Neue Testament war zu dieser Zeit schon weit verbreitet. Die wichtigen und kostbaren Texte waren schon entfernt. Die Ansicht, dass einige Mönche die heiligen Schriften umgeschrieben haben, ist unfair und borniert. Wir schulden diesen Mönchen Dankbarkeit, dass überhaupt etwas gesichert wurde.“

Ähnlich argumentiert die Enzyklopädie des Mormonismus. Sie verweist darauf, dass viele Protestanten die katholische Kirche als „große und greuelreiche Kirche“ ansehen. Dies ist aber falsch, weil mit dieser Bezeichnung frühere Apostasie in den jüdischen und christlichen Traditionen gemeint ist.
In dem zum Schriftenkanon gehörenden Buch Lehre und Bündnisse wird die „große und greuelreiche Kirche“ als „Kirche Satans“ bezeichnet.

## Andere mormonische Veröffentlichungen
In der ersten Ausgabe des Buches Mormon Doctrine von dem Apostel Bruce R. McConkie wird die katholische Kirche als Große und greuelreiche Kirche bezeichnet. Als das Buch bekannt wurde, musste der Apostel auf Druck der Kirche diesen Text ändern. In den nächsten Ausgaben wurde nur allgemein auf eine Große und greuelreiche Kirche hingewiesen. Dieser gehörten viele Organisationen und Personen an.

## Weitere Literatur
- DIE GROßE UND GREUELREICHE KIRCHE in der Enzyklopädie des Mormonismus